# Umiliati
Quello degli Umiliati fu un ordine religioso, proveniente da Alessandria, in Piemonte.
Fu uno dei molti movimenti spirituali sorti in contrasto ai costumi rilassati e alla ricchezza diffusa spesso ostentata dal clero, propugnando un ritorno verso una vita più austera, frugale. Inizialmente condannati come eretici da papa Lucio III nel 1184, furono reintegrati con bolla di Innocenzo III nel 1201. L'ordine venne poi soppresso nel 1571.

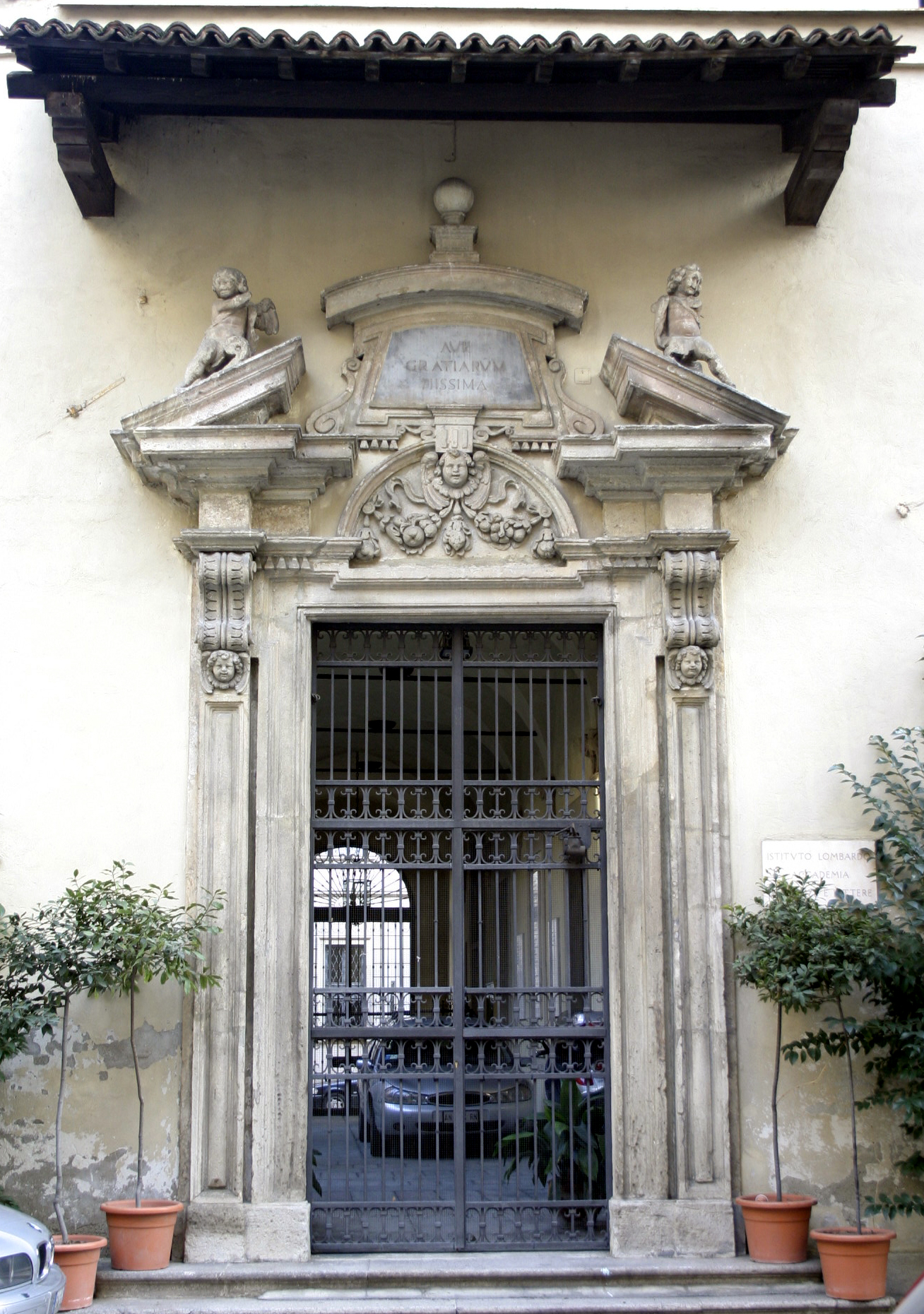
La porticina degli Umiliati a Brera Milano, dove si trovavano il convento e la Chiesa di Santa Maria in Brera.

## Storia
Sorti come movimento laicale, al cui interno erano già differenziate alcune caratteristiche specifiche, gli Umiliati vengono indirizzati da Innocenzo III verso tre diverse forme di vita:
- il terzo ordine, istituito con bolla del 7 giugno 1201, fu una libera associazione di laici o penitenti senza regola né professione religiosa[4]. Tale riforma rompeva con gli schemi tradizionali, facendo accogliere all'interno della chiesa l'elemento laicale.
- il secondo ordine, costituito da laici non coniugati che osservavano le norme e le forme della vita in comune, venne riconosciuto invece il 12 giugno, con formula et regula vitae. È questo il ramo più originale perché il pontefice concede lo stato giuridico di religiosi ai non coniugati senza farli veri e propri monaci.
- il primo ordine, più ristretto, era quello appartenente all'ordo canonicus, composto da chierici viventi presso una chiesa e dediti alla cura pastorale. Venne approvato con lettera del 16 giugno[5].

Dopo l'approvazione innocenziana gli Umiliati conobbero un'espansione fortissima, e le domus aumentarono dappertutto. Le persone che ne hanno fatto parte provenivano da ogni ceto urbano e rurale.

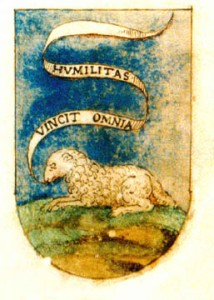
Lo stemma dell'ordine da un manoscritto dell'Estense di Modena

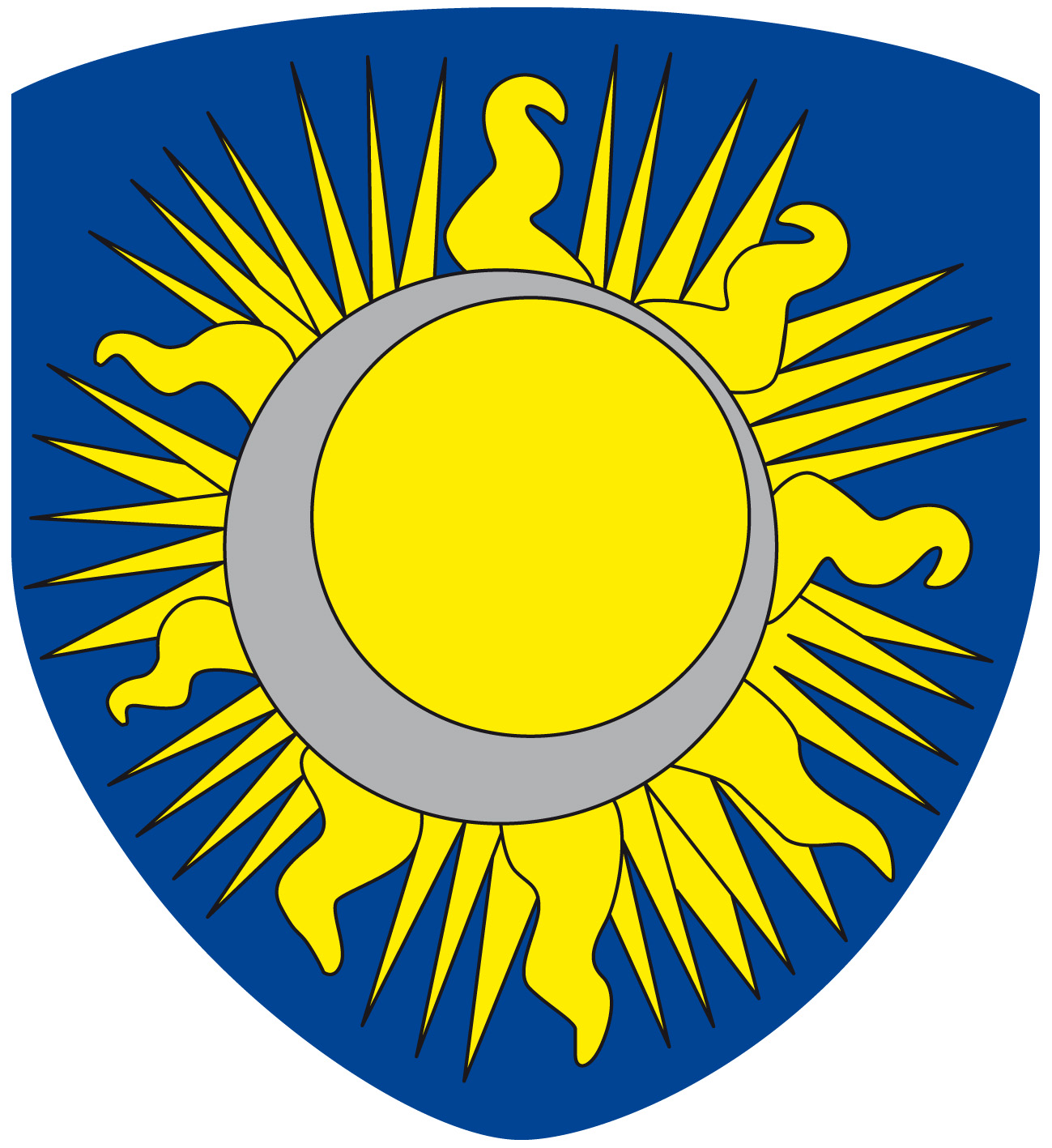
Lo stemma dell'abbazia di Mirasole, prima usato dal comune di Opera e poi componente principale dello stemma della Provincia di Milano e adesso della Città metropolitana di Milano

Tra gli esponenti più illustri dell'ordine si ricordano Luca Manzoli di Firenze, che fu vescovo di Fiesole e venne creato cardinale sotto papa Gregorio XII, e il beato Giacomo Pasquali di Siena, che arrivò fino ai più alti gradi dell'ordine e venne creato cardinale da papa Giovanni XXII, morendo tuttavia poco prima che la notizia giungesse da Avignone. L'autore in lingua volgare Bonvesin de la Riva, membro del terzo ordine, scrittore prolifico di poemi religiosi. Il beato Giovanni Oldrati da Meda fu uno dei primi ad abbracciare l'Ordine.
Essi si occupavano principalmente della lavorazione della lana, fondarono fiorenti manifatture tessili, accumulando ingenti guadagni, con i quali finanziavano attività bancarie: ad esempio nel 1248, a garanzia di un prestito concesso al capitolo del duomo di Monza, il convento monzese di Sant'Agata ricevette in pegno la Corona ferrea e altri beni del tesoro del duomo. La corona fu riscattata soltanto nel 1319.
Gli Umiliati tentarono di stabilire un nuovo stile di vita per tutti proponendo modelli di vita quotidiana molto più restrittivi nelle città del nord Italia dove si diffusero; infatti promossero e diedero il via a una serie di leggi che avevano lo scopo di proibire diverse spese di lusso e voluttuarie, in particolare per l'abbigliamento, le leggi suntuarie, che vennero adottate in tutte le città-stato italiane a partire dal 1300.
La loro più importante casa fu l'Abbazia di Viboldone, alla immediata periferia di Milano, ma la loro presenza si estendeva a tutto il nord Italia, come a Monza, Cremona, Casale Cremasco, Bernareggio, e soprattutto nel lodigiano e nel bresciano. Anche Castel Goffredo (Domus de Wifredo, scomparsa verso la metà del XIV secolo), nel mantovano, ebbe la sua casa di Umiliati. Molto importante il convento e la chiesa di Ognissanti a Firenze. I loro conventi avevano annessi veri e propri opifici con mulini, gualchiere e tiratoi, assieme alle case per gli artigiani. 
Il processo di clericalizzazione iniziato da papa Innocenzo III diede il via alla progressiva assimilazione dei primi due ordini, determinando una sempre più forte autonomia dei terziari, i quali alle origini erano stati i principali diffusori del movimento stesso.

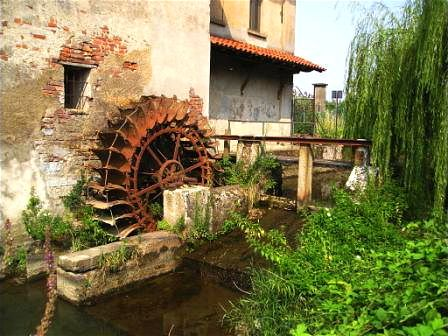
Il mulino delle Umiliate a Rosate

Verso la metà del XIII secolo il moltiplicarsi di nuove famiglie religiose di orientamento mendicante indirizzò il papato verso le posizioni restrittive del Concilio Lionese II. Vennero sanciti i diritti acquisiti da francescani e domenicani, mentre agli altri ordini furono imposte severe limitazioni concernenti la cura animarum. Per gli umiliati il divieto comportava l'abbandono della predicazione, uno degli aspetti che era stato un caposaldo delle origini.
Nel XVI secolo, con la Controriforma, i movimenti di questo tipo, che potevano facilmente scivolare su posizioni eretiche o di opposizione di principio alla Chiesa, vennero scoraggiati. Gli Umiliati in particolare erano sospettati di calvinismo: essi entrarono quindi in contrasto sempre più acceso con l'arcivescovo di Milano, Carlo Borromeo, fino a che un membro dell'ordine, Gerolamo Donato detto Farina, tentò addirittura di ucciderlo con un colpo di archibugio alle spalle. Il colpo mancò il bersaglio (data la fama di santità che già circondava il Borromeo, il fatto fu considerato un segno miracoloso della protezione divina nei suoi confronti), ma l'attentato provocò una dura repressione e l'ordine fu soppresso il 7 febbraio 1571 con una bolla di papa Pio V. Girolamo Donato detto Farina, il prevosto Girolamo di Cristoforo, il prevosto Lorenzo da Caravaggio, rei confessi sotto tortura, vennero condannati a morte.

Le comunità degli Umiliati, anche quelli sottoposti al voto di castità, ebbero il carattere di comunità miste, cioè nello stesso edificio c'era sia la comunità maschile, sia quella femminile. Questo carattere, nel medioevo abbastanza diffuso, venne poi osteggiato per asseriti abusi: le comunità umiliate femminili furono per lo più sottoposte alla regola benedettina, e spesso divennero il nucleo da cui si svilupparono, soprattutto nel XV secolo, veri e propri monasteri di clausura. Furono soppresse solo nel XVIII e nel XIX secolo.

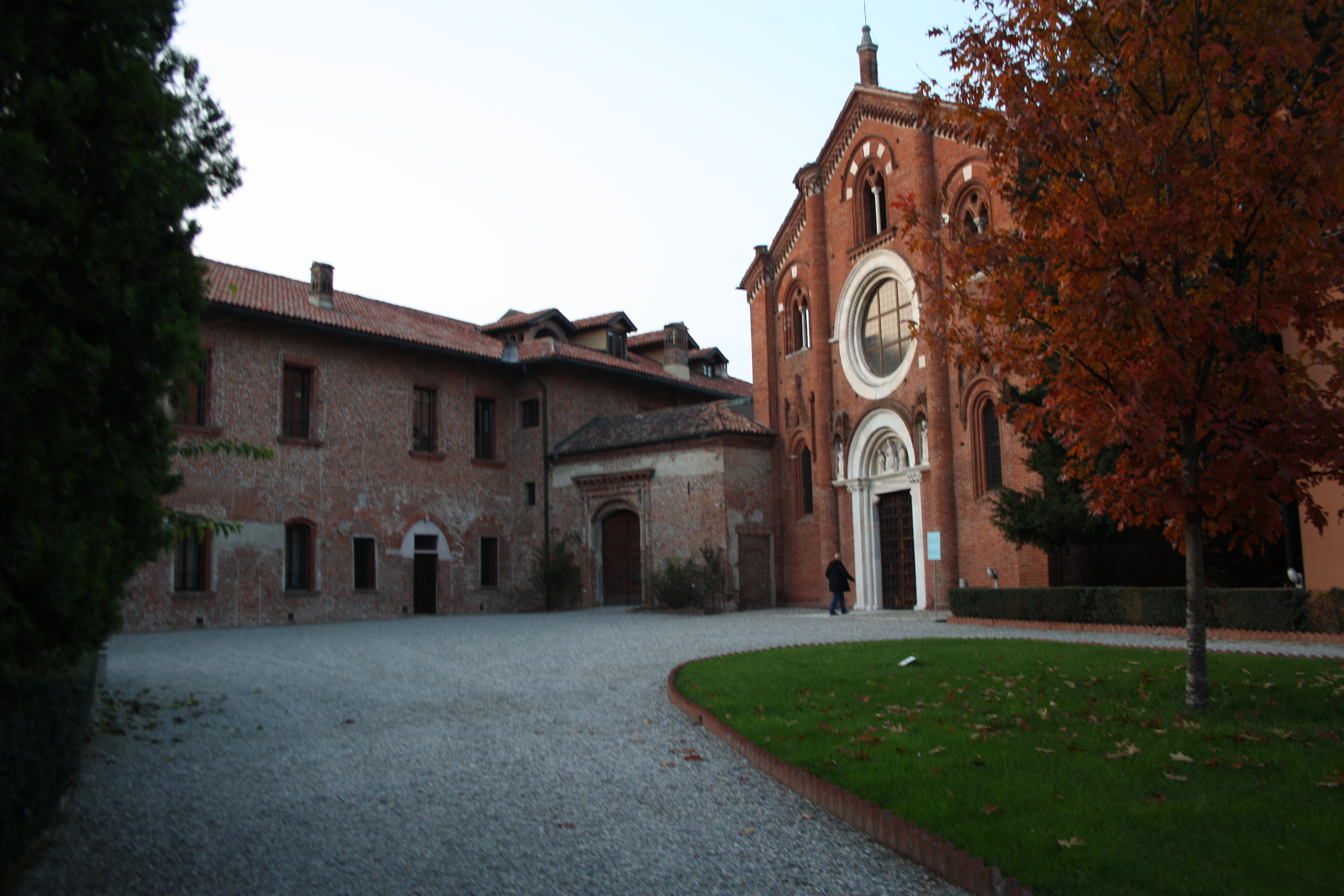
L'Abbazia di Viboldone, già degli Umiliati